# Балка Катилинова
Балка Катилинова — балка (річка) в Україні у Солонянському районі Дніпропетровської області. Права притока річки Мокрої Сури (басейн Дніпра).

## Опис
Довжина балки приблизно 9,80 км, найкоротша відстань між витоком і гирлом — 8,41  км, коефіцієнт звивистості річки — 1,17 . Формується декількома балками та загатами. На деяких ділянках балка пересихає.

## Розташування
Бере початок у селі Гайдамацьке. Тече переважно на північний схід і у селі Маяк впадає у річку Мокру Суру, праву притоку річки Дніпра.

## Цікаві факти
- Від витоку балки на західній стороні на відстані приблизно 2,35 км пролягає автошлях Т 0420[3] (автомобільний шлях територіального значення у Дніпропетровській області. Пролягає територією Криничанського, Солонянського та Томаківського районів через Одарівку — Новопокровку — Томаківку — Вищетарасівку. Загальна довжина — 108,6 км.).
- У XX столітті на балці існували колгоспний двір, птице-тваринна ферма (ПТФ), газгольдери та газові свердловини[2], а у XIX столітті — колонія та хутори[1].